# Oczaków
Oczaków (ukr. Очаків, tur. Özі, krymskotat. Qara Kermen, dawniej Aczi Kale) – miasto w obwodzie mikołajowskim rejonie mikołajowskim (przekształconym w wyniku reformy z 2020 r.)Ukrainy, siedziba dawnego rejonu oczakowskiego. Zgodnie ze stanem z 2024 roku, ludność stanowi 8000 osób.
Położony na półwyspie w estuarium Dniepru. Dawniej stolica jednego z sandżaków Imperium Osmańskiego.
W mieście rozwinął się przemysł spożywczy oraz odzieżowy.

## Historia
Miasto powstało w miejscu Olbii, starożytnej greckiej kolonii Miletu założonej w VI w. p.n.e.

### Wiek XV
W XV wieku należał do Wielkiego Księstwa Litewskiego. Silnie ufortyfikowany przez Polaków w okresie rządów króla Jana Olbrachta, strzegł dostępu do Limanu Dniepru. Zdobyty w 1492 r. za panowania Mengli I Gireja przez Chanat Krymski i nazwany Kara Kermen lub Dżan Kerman. W 1493 zniszczył ją starosta czerkaski Bohdan Hliński i w tym samym roku wojewoda kijowski Jerzy Pac. Zbudowany tu wtedy zamek był otoczony dwoma rzędami murów na planie czworokąta i posiadał 15 baszt. U jego podnóża znajdowało się podzamcze, które było celem częstych ataków.
W lipcu 1497 r. oddziały polskie dowodzone przez Konstantego Iwanowicza Ostrogskiego rozbiły tu wojska Mehmeda I Gireja, a jego wzięły do niewoli.

### Wiek XVI
W 1523 r. został spalony przez kozackie oddziały koszowego Eustachego Daszkiewicza.
Od 1526 roku (lub od 1538 r.) we władaniu Imperium Osmańskiego pod nazwą Aczi Kale (Özü Kalesi, czyli „Dnieprowa Twierdza”). Według Kroniki Marcina Bielskiego w listopadzie 1528 roku starosta chmielnicki Przecław Lanckoroński i starosta czerkaski Eustachy Daszkiewicz, ze starostami winnickim i bracławskim trzy razy pobili pod Oczakowem Tatarów. W 1529 podczas wyprawy na Oczaków, do niewoli tureckiej dostał się rotmistrz Jerzy Jazłowiecki, późniejszy hetman wielki koronny . W związku z próbami odzyskania tych terenów przez Rzeczpospolitą, Oczaków był często miejscem w pobliże którego zapędzała się polska jazda. Przykładowo w 1536 roku podczas pościgu za watahami niszczącymi okolice Bracławia do brzegów morskich dotarł starosta barski Bernard Pretwicz. W 1538 roku zaatakowany przez rycerstwo dowodzone przez Sieniawskiego. Kolejny polski najazd miał miejsce w 1541 roku. W 1542 roku starosta Pretwicz zniszczył okolice Oczakowa podczas pościgu za Tatarami, którzy złupili tereny Owrucza i Chmielnika.

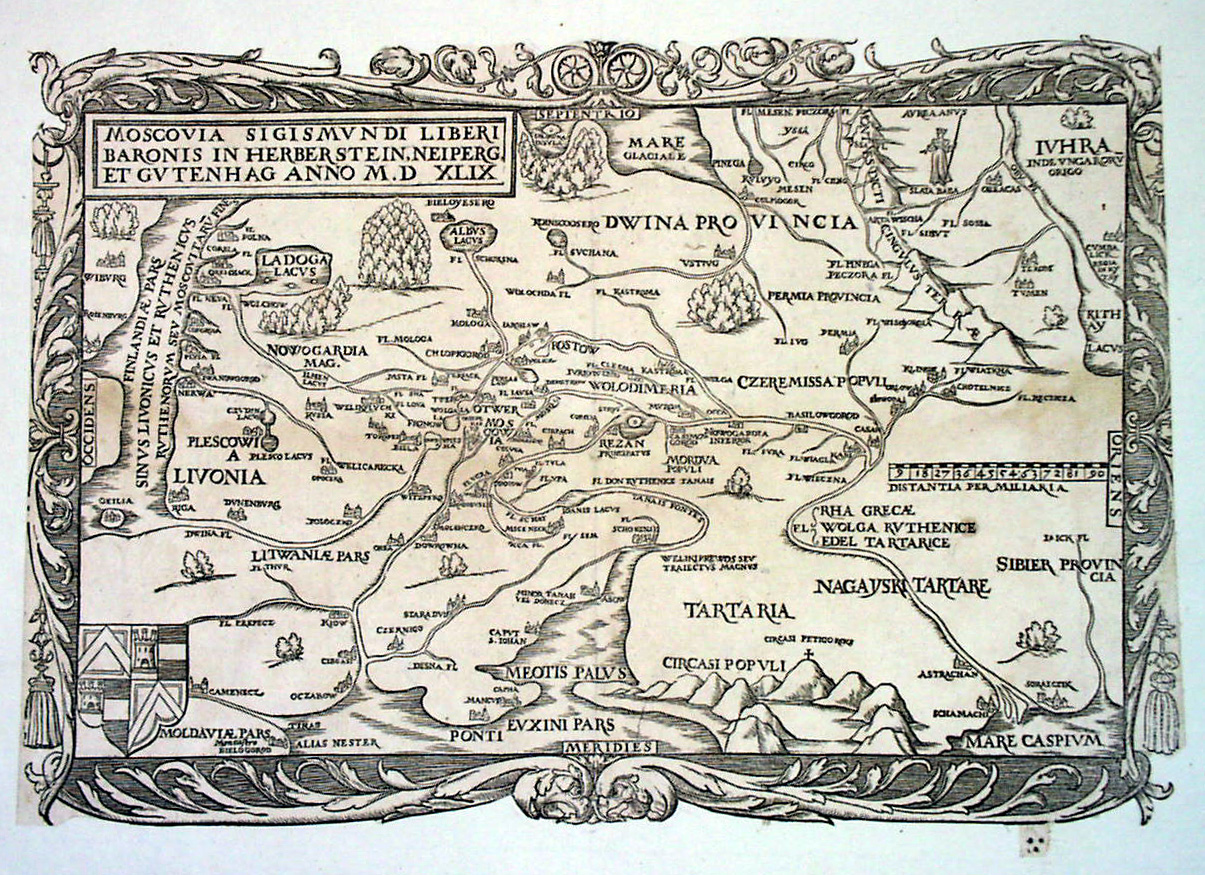
Oczaków na mapie Sigismunda von Herbersteina z 1549 r.

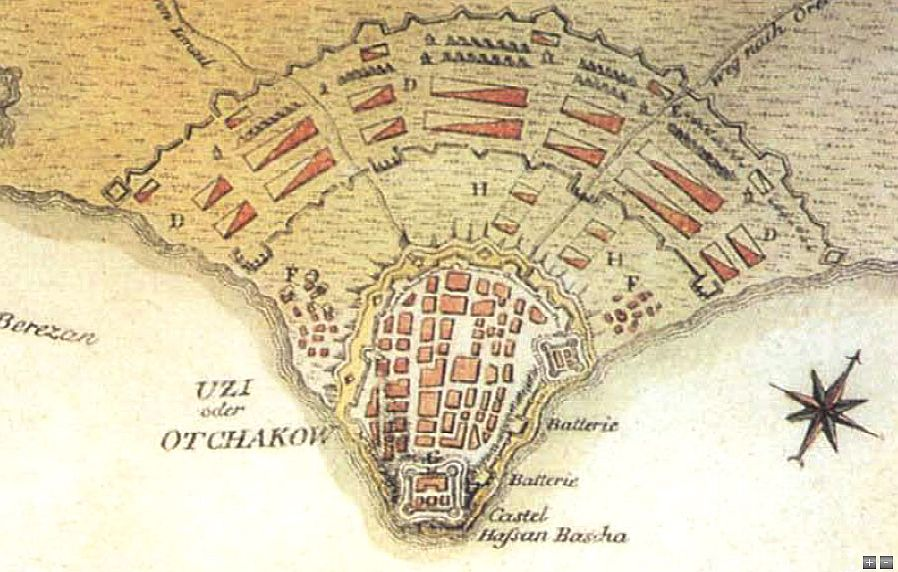
Plan tureckiej twierdzy Oczaków obleganej w 1788 roku przez Rosjan

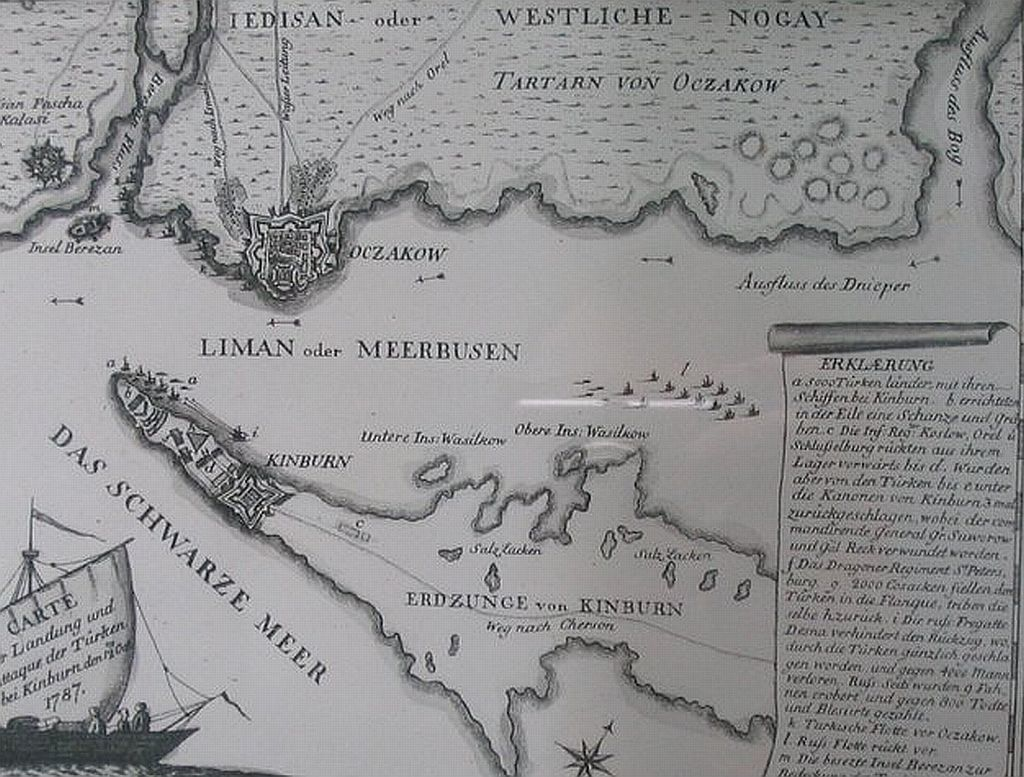
Oczaków i okolice na mapie z 1787 roku

Królowie Polski rościli sobie do tych terenów prawa, czego przykładem jest instrukcja z 1540 roku dla dzierżawcy winnickiego Kmitycza w sprawie rozmów z posłem tureckim gdzie napisano:

My granic oczakowskich ukazywać (wyznaczać) nie możemy, bo Oczaków jest króla Jmci i stoi na gruncie własnym Wielkiego księstwa Litewskiego i z dawnych czas k’temu państwu należał i trzymany był, czemu świadczą i „pisma dokonczalne” z carami perekopskimi (chanami krymskimi).

Hetman Jan Amor Tarnowski w porozumieniu z Ferdynandem Habsburgiem próbował sztucznie doprowadzić do wojny z Turcją, w związku z czym 13 października 1545 roku zorganizował napad na Oczaków. Napad przeprowadził starosta włodzimierski Fedor Sanguszko, który wraz ze swoimi ludźmi złupił zamek oraz miasto i uprowadził kilkudziesięciu Tatarów. Jednak królowa Bona doprowadziła do załagodzenia konfliktu, ponieważ było to sprzeczne z aktualną pokojową polityką Rzeczypospolitej.
W 1549 roku Bernard Pretwicz wraz z Prońskim i Boguszem Koreckim ponownie zapuścili się w okolice Oczakowa i dotarli aż do Białogrodu. W 1552 roku w odwecie za zniszczenie Bracławia przez chana Dewlet Gireja wojska Pretwicza, Koreckiego, Dymitra Wiśniowieckiego i Mikołaja Sieniawskiego atakowały okolice Oczakowa. W związku z uspokojeniem się stosunków z Turcją, król Zygmunt August przeniósł słynnego już w całej Polsce starostę Pretwicza z Baru na dalszą linię obrony do Trembowli. Kolejne starcia w rejonie Oczakowa miały miejsce latach 1556, 1557 i 1558 roku, gdy atakował ten zamek Dymitr Wiśniowiecki. W dniu 10 maja 1568 roku po kolejnym ataku Tatarów podczas pościgu w rejon Oczakowa dotarło około 1000 polskich jeźdźców wojewody sieradzkiego Olbrachta Łaskiego i starosty trembowelskiego Jakuba Pretwicza (syna Bernarda).
W październiku 1584 roku miasto Oczaków złupili i spalili Kozacy, jednak nie zdołali zdobyć zamku. Spowodowało to odwetowy atak Tatarów na Podole. Korzystając z bezkrólewia po śmierci króla Stefana Batorego i wynikłego stąd rozprzężenia w grudniu 1586 roku ataman Bogdan Mikoszyński wraz ze swoimi ludźmi podpłynął na czajkach i po wziętych ze sobą drabinach zaatakował zamek i wyciął śpiącą turecką załogę.

### Wiek XVII
W 1630 r. do Oczakowa przybył wysłany do Turcji przez króla Zygmunta III Wazę polski poseł Aleksander Piaseczyński (starosta ulanowski), którego przyjął gubernator Murtaza (Mortaza) basza.
W wydanej w 1633 roku pracy pt. „Discurs o wojnie tureckiej” Szymon Starowolski proponował obsadzenie Oczakowa, zbudowanie tam polskiej floty i atakowanie Turcji także na morzu.
W 1646 roku pod Oczaków dotarł Aleksander Koniecpolski i Samuel Łaszcz, którzy złupili jego okolice.

### Wiek XVIII

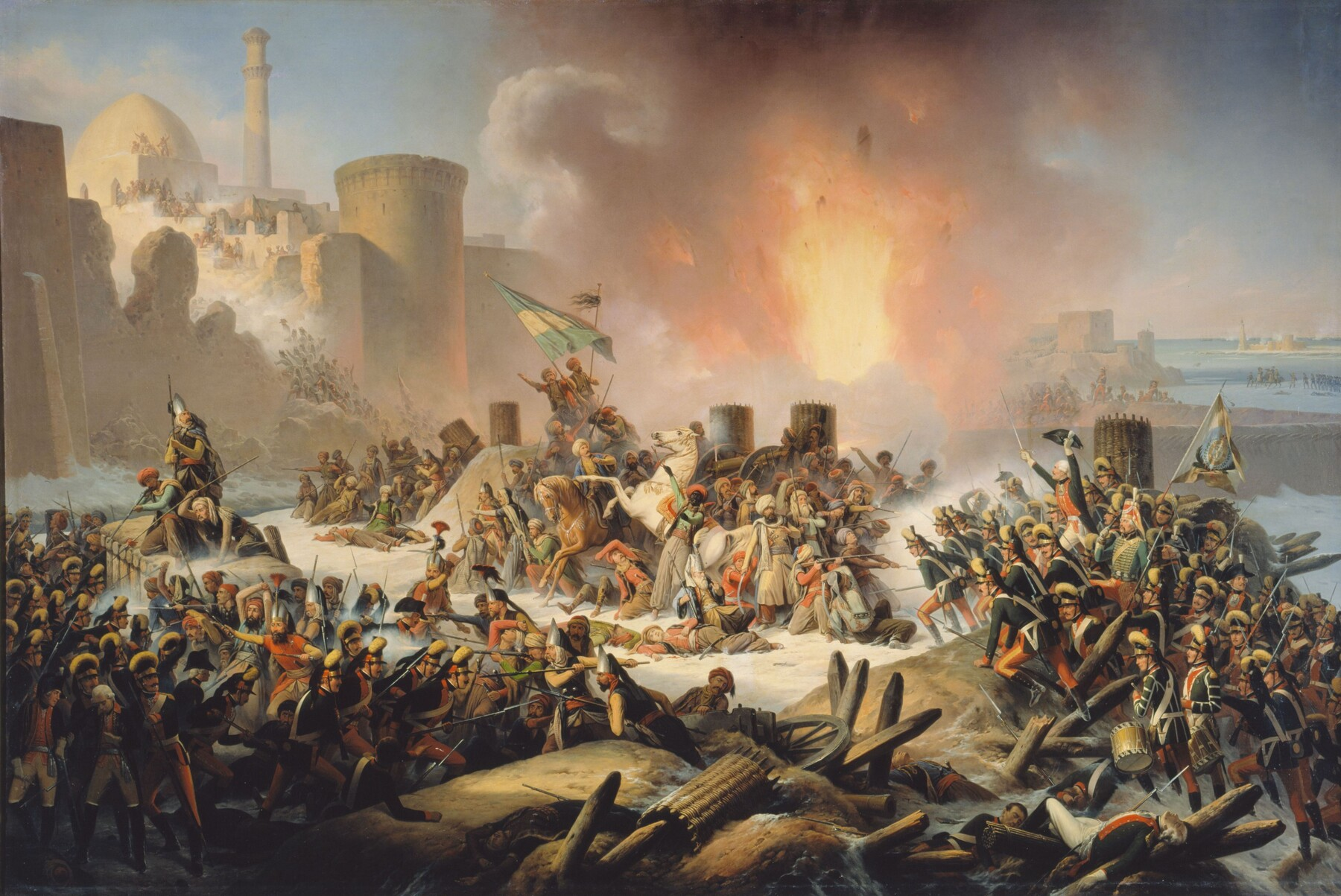
Szturm Oczakowa, obraz Januarego Suchodolskiego

W 1737 r. zdobyty przez wojska rosyjskie feldmarszałka Burkharda Christopha Münnicha. Oddany Turcji w 1739 r., a następnie rozbudowany w silną twierdzę pod kierunkiem francuskich inżynierów. W czasie wojny rosyjsko-tureckiej 1787–1792, twierdza oczakowska została zdobyta w grudniu 1788 roku po prawie półrocznym oblężeniu wojsk rosyjskich pod dowództwem Aleksandra Suworowa, Grigorija Potiomkina i dowodzącego flotą Karola von Nassau-Siegen.
Dawny meczet przy twierdzy został po jej opanowaniu przebudowany na prawosławną cerkiew św. Mikołaja (od 1842 r. – sobór).

### Wiek XIX
W czasie wojny krymskiej twierdzę opanował 17 października 1855 desant brytyjsko-francuski.

### Wiek XX
Od 1922 r. w granicach ZSRR. W latach 1941–1944 pod zarządem Rumunii jako część Transnistrii.
Od 1991 r. w granicach Ukrainy.
Od 1996 r. do miejscowych katolików w Oczakowie zaczęli dojeżdżać księżą rzymskokatoliccy z Mikołajowa, którzy zakupili parcelę i rozpoczęli budowę domu rekolekcyjnego i kościoła pw. Matki Bożej Częstochowskiej. W 2007 r. pierwszym proboszczem został ks. Kazimierz Wójciak z zakonu pijarów. Kościół w 2013 r. poświęcił, a w 2016 r. konsekrował biskup Bronisław Bernacki, ordynariusz diecezji odesko-symferopolskiej. 